# Igrzyska olimpijskie
Igrzyska olimpijskie – najstarsza i zarazem największa międzynarodowa impreza sportowa organizowana co 4 lata (zarówno letnie, jak i zimowe, ale w odstępie 2 lat od siebie) w różnych krajach, pod hasłem szlachetnego współzawodnictwa i braterstwa wszystkich narodów Międzynarodowego Komitetu Olimpijskiego.

## Historia

### Starożytne igrzyska olimpijskie
Pierwsze igrzyska olimpijskie odbywały się w Olimpii w Grecji co cztery lata, stąd w starożytnej Grecji termin olimpiada, który oznaczał czteroletni okres między kolejnymi igrzyskami. Pierwsze udokumentowane igrzyska odbyły się w roku 776 p.n.e. Na czas igrzysk olimpijskich zaprzestawano wojen. Podczas trwania konfliktów ogłaszano „pokój boży” i wojny wstrzymywane były na 2 miesiące. Igrzyska trwały 5 dni, reszta czasu była przeznaczona na wyruszenie i powrót z igrzysk przez widzów i zawodników. Pierwszym etapem uroczystości, jeszcze przed rozpoczęciem igrzysk, było złożenie przysięgi przed posągiem Zeusa. Mięso dzika cięto na kawałki, rozsypywano albo rozkładano przed posągiem i każdy uczestnik, wraz z ojcem i swymi braćmi składał przysięgę, że nie dopuści się żadnego oszustwa na zawodach, co potwierdzał drugą przysięgą, w której mówił, że ściśle przykładał się do ćwiczeń przez poprzednie 10 miesięcy. Oficjalnie otrzymywało się nagrodę – wieniec z gałązek z wawrzynu (laur olimpijski), lecz nagradzany był tylko zwycięzca. Zawodnik, który wygrał igrzyska, stawał się sławny i otrzymywał tytuł olimpionika. W jego rodzinnym mieście stawiano pomniki na jego cześć i pisano wiersze. W murze miasta wygranego zawodnika robiono dziurę, przez którą wchodził zwycięzca witany przez mieszkańców. Oznaczało to, że miasto nikogo już się nie obawia, ponieważ ma takiego obrońcę. Zwycięzca otrzymywał również nagrody materialne, ale nie dawane oficjalnie. Z czasem, oprócz wieńca z gałązek oliwnych, otrzymywano pieniądze i przedmioty wartościowe. Sławę zdobywało całe miasto, a nie tylko wygrany.
Kary olimpijskie były bardzo surowe. Zawodnik, który dopuścił się oszustwa, zmuszony był postawić pomnik Zeusowi, na którym wyryto jego imię i nazwisko oraz występek, którego się dopuścił. Najpopularniejszym z oszustów jest Ateńczyk Kalliopos, który przekupił swoich niedoszłych przeciwników. Cała sprawa wyszła na jaw. Ateńczyk i inni musieli postawić pomniki dla Zeusa. Ateńczycy przestali brać udział w igrzyskach, gdyż wyrocznia delficka powiedziała, że jeśli zaczną ponownie brać udział, nie będzie im głosiła przepowiedni.

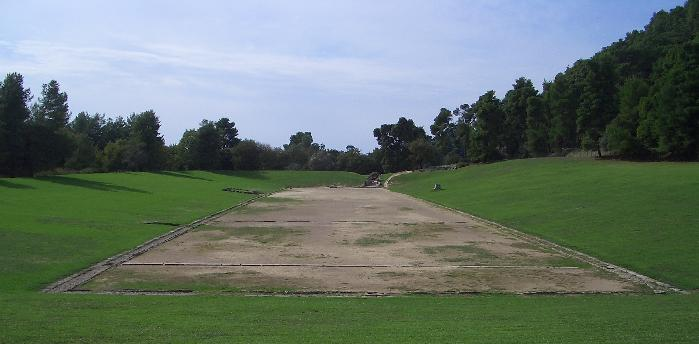
Olimpia, Grecja – miejsce, w którym odbywały się starożytne igrzyska

Najstarszą dyscypliną starożytnych igrzysk był dromos – bieg krótki na dystansie jednego stadionu. Początkowo długość tego biegu nie była wyraźnie określona, dopiero od 6. igrzysk dystans ustalono na 600 stóp, to jest 192,67 m. W konkurencji tej wymagano od zawodników nienagannej postawy i odpowiedniego układu ciała w czasie biegu. Zwracano uwagę przede wszystkim na długi krok, silną pracę ramion wysuniętych do przodu i lekko pochylony tułów. Kolejną olimpijską dyscypliną był diaulos – bieg średni, który rozegrano po raz pierwszy na 14. Igrzyskach. Diaulos równał się dystansowi dwóch stadionów (385,34 m). Zawodnik pokonywał linię mety i wracał do punktu startu tą samą bieżnią. Na piętnastych z kolei Igrzyskach wprowadzono nową konkurencję – dolichos, czyli bieg długi. Rozgrywano go prawdopodobnie na długości 24 stadionów. Za pierwszego zwycięzcę uznaje się Akantosa ze Sparty. Inny Spartanin, Ladas, w czasie 85. igrzysk zwyciężył, jednak po pokonaniu mety padł na ziemię i skonał. Na 18 igrzyskach do nieustannie poszerzanego zestawu konkurencji dołączono zapasy. Walki w tej dyscyplinie były jednak bardziej zbliżone formą do współczesnego wrestlingu aniżeli znanych nam zapasów w stylu wolnym czy klasycznym. Dozwolone były podstawianie nogi, wyłamywanie palców, a nawet szarpanie za nos czy wargi. Zwycięstwo osiągano po trzykrotnym powaleniu przeciwnika na ziemię. Nie obowiązywał podział na kategorie wiekowe czy wagowe. Dopiero w późniejszym czasie wyróżniono także zapasy chłopców. Od 18. Igrzysk rozgrywano pentathlon – pięciobój. W jego skład wchodziły: rzut oszczepem (wykonanym z drewna świerkowego bądź jesionu o długości w granicach ludzkiego wzrostu), rzut dyskiem (dyskobole stali na specjalnym podeście zwanym balbis, skąd oddawali rzuty), skok w dal, bieg na dystansie jednego stadionu i zapasy. W czasie Igrzysk 23 Olimpiady pojawiła się walka na pięści, która z czasem stała się najbardziej krwawym widowiskiem zawodów. Poddający się unosił rękę i palec wskazujący ku górze lub uderzał zawodnika w bark. Na ten znak przerywano walkę. Na 25. Igrzyskach wprowadzono wyścigi rydwanów powożonych przez właścicieli zaprzęgów. W tej konkurencji startowali tylko najbardziej zamożni, gdyż utrzymanie koni było niezwykle kosztowne. Dopiero wiele lat później pojawiły się wyścigi biedniejszych, np. wozów zaprzężonych w muły. Do programu 33. Olimpiady dołączono pankration, skrzyżowanie zapasów i walki na pięści. Zawodnicy mieli prawo stosować wszystkie chwyty i uderzenia, wyłamywać palce, ręce, stopy, łamać nosy. Zwycięstwo osiągano przez poddanie się przeciwnika. Od 65 Igrzysk w 520 r. p.n.e. rozgrywano hoplites, czyli bieg w uzbrojeniu. Początkowo biegano z pełnym ekwipunkiem wojskowym, w hełmie, z włócznią, tarczą i w nagolennikach. Później stopniowo ograniczano uzbrojenie, rezygnując kolejno z nagolenników, włóczni, hełmu, by wreszcie bieg odbywał się z samą tylko tarczą. Pokonywano odległość równą dwóm stadionom. Najczęściej to właśnie hoplites był ostatnią dyscypliną Igrzysk. W późniejszych latach dodawano kolejne konkurencje, wśród nich zawody poetów i trębaczy.
W dziejach starożytnych igrzysk najbardziej wsławił się Leonidas z Rodos. Był on zwycięzcą czterech kolejnych Olimpiad (154., 155., 156. i 157.) w biegu krótkim na dystansie jednego stadionu – stadionie, w „biegu tam i z powrotem” – diaulosie oraz w biegu w zbroi – hoplitodromosie. Grecy czcili wielokrotnych zwycięzców, trzykrotny zwycięzca otrzymywał tytuł Triastes. Leonidas zdobył ten tytuł cztery razy z rzędu.
Innym znanym olimpionikiem był Remigios z Tusina. W czasie dziesięciu kolejnych igrzysk, w latach 328–292 p.n.e., zdobywał wieńce laurowe w zawodach trębaczy. Milon z Krotonu był sześciokrotnym zwycięzcą igrzysk w zapasach. Pierwszy laur olimpijski zdobył jeszcze w zawodach chłopców w 540 r. p.n.e. Od 62. do 66. igrzysk był już niepokonany w zawodach dorosłych. Wśród zwycięzców igrzysk kroniki podają także Filipa II Macedońskiego, który odniósł zwycięstwo w wyścigach konnych w 106. olimpiadzie w 356 r. p.n.e.
W zawodach brali udział zamożni ludzie, których stać było na poświęcenie całego roku na ćwiczenia, później byli to tylko wybrani atleci. Występowano nago, dlatego igrzyska mogli oglądać tylko wolni mężczyźni. Kobietę przyłapaną na oglądaniu igrzysk czekała kara śmierci.
Nie było konkurencji zespołowych.
W igrzyskach mogli brać udział wszyscy wolni Grecy płci męskiej.
Odbywały się one ku czci boga Zeusa.

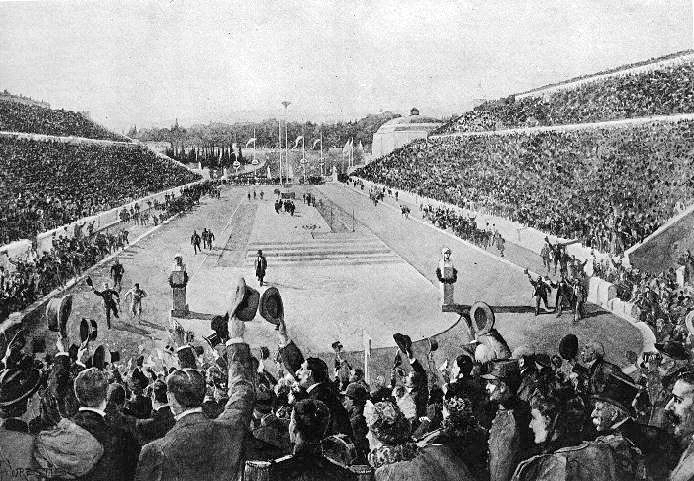
Zrekonstruowany stadion Panateński w Atenach – miejsce pierwszych zawodów nowożytnych igrzysk w 1896

### Nowożytne igrzyska olimpijskie
Nowożytne letnie igrzyska olimpijskie rozgrywane są od 1896 r. (Ateny), a zimowe od 1924 r. (Chamonix). Nawiązują one do głębokich tradycji antycznych igrzysk olimpijskich. Zdecydowana większość zawodników traktuje igrzyska olimpijskie jako najważniejsze zawody sportowe, a złoty medal olimpijski, jako najcenniejsze i najbardziej wyczekiwane trofeum. Wyjątkiem od wskazanej reguły są sportowcy uprawiający m.in. tenis, kolarstwo czy piłkę nożną, gdyż w tych dyscyplinach odbywa się wiele prestiżowych zawodów, turniejów i rozgrywek. Międzynarodowe federacje wskazanych dyscyplin sportowych starają się jednak sukcesywnie wpływać na podnoszenie rangi konkursów olimpijskich wśród swoich zawodników.

## Ruch olimpijski
Po roku 393 n.e., kiedy to rozegrano ostatnie Igrzyska ery starożytnej, pamięć o greckim wychowaniu zamarła. Powrócono do niego w czasie odrodzenia – wzmianki o igrzyskach olimpijskich znajdują się w pismach takich twórców jak Matteo Palmieri, Hans Sachs i Thomas Kyd.
W 1833 r. w Szwecji powstało Towarzystwo Olimpijskie. Z inicjatywy tej organizacji rok później zorganizowano dla upamiętnienia starożytnych igrzysk greckich tzw. Igrzyska Skandynawskie. Pierwsza Olimpiada tego typu odbyła się 14 lipca 1834 r. w Ramlösa w Szwecji. W programie przewidziano biegi, skoki wzwyż, o tyczce i przez żywego konia, zapasy, ćwiczenia zręcznościowe, wspinanie się po linie i maszcie. Drugie i ostatnie Igrzyska Skandynawskie odbyły się 2 lata później.
Ideę wskrzeszenia starożytnych Igrzysk jako pierwszy zaproponował grecki filantrop i weteran wojen z Turkami, Evangelos Zappas w 1833 r. Dzięki jego hojności, od 1859 r. co 4 lata miały się odbywać „olimpijskie zawody gimnastyczne”. Doszło do rozegrania trzech Igrzysk – w 1859, 1870 i 1875 r. Były to zawody narodowe, w których startowali wyłącznie Grecy. W tym samym czasie trwały prace wykopaliskowe w Olimpii. Nasilała się fascynacja antyczną kulturą, co zaowocowało w postaci formułowania idei wskrzeszenia Igrzysk. Jako pierwszy pomysł odnowienia starożytnej rywalizacji sportowej z udziałem zawodników z całego świata postulował w 1888 r. Francuz Pascal Grousset. Powstała w ten sposób koncepcja, której orędownikiem stał się francuski baron Pierre de Coubertin. Z jego inicjatywy w czerwcu 1894 r. zwołano w Paryżu Międzynarodowy Kongres dla Wskrzeszenia Igrzysk Olimpijskich z udziałem 79 delegatów i 2000 zaproszonych gości. 23 czerwca 1894 r. powołano do życia Igrzyska Olimpijskie ery nowożytnej. Dla kontroli przebiegu I Igrzysk Olimpijskich, które początkowo miały odbywać się co 2 lata, powołano Międzynarodowy Komitet Olimpijski, w skład którego weszło piętnastu przedstawicieli dwunastu krajów biorących udział w posiedzeniu Kongresu. Pierwszym prezesem MKOl został wybrany Grek Dimitrios Wikielas, który zabiegał, by pierwsze igrzyska odbyły się w 1896 r. w Atenach, a nie, jak to początkowo zakładano, w 1900 r. w Paryżu. Komitet pozytywnie rozpatrzył jego postulaty. Początkowo prezesem MKOl miał być przedstawiciel kraju, którego miasto jest organizatorem igrzysk. Jednak gdy przed igrzyskami w Paryżu w 1900 r. wybrano barona de Coubertin, zmieniono ten zapis. Francuz był prezesem MKOl aż do 1925 r.

## Symbole olimpijskie

### Flaga olimpijska
Najbardziej znany ze wszystkich symboli olimpijskich, flaga olimpijska odzwierciedla ideały Pierre’a de Coubertina – twórcy nowożytnych igrzysk. Pięć różnokolorowych przecinających się kół symbolizuje zarazem różnorodność, jak i międzykontynentalną jedność ludzi zamieszkujących Ziemię. Dodatkowo kolory te zostały dobrane tak, by każdy z nich pojawiał się przynajmniej raz na jakiejś fladze państwowej. Flaga olimpijska wciągana jest na maszt podczas ceremonii otwarcia igrzysk. Koła oznaczają też 5 dyscyplin sportowych w starożytności.

### Hymn olimpijski
Hymnem olimpijskim, oficjalnie od 1958 roku, jest utwór muzyczny zatytułowany „Hymn Olimpijski”, skomponowany przez Spirosa Samarasa. Autorem słów był Kostis Palamas.

### Motto olimpijskie
Oficjalnym mottem igrzysk jest łacińskie zdanie: Citius Altius Fortius – Together, czyli Szybciej, Wyżej, Mocniej – Razem. Innym znanym cytatem opisującym olimpiadę jest zdanie: Najważniejszą rzeczą w igrzyskach olimpijskich jest nie zwyciężyć, ale wziąć w nich udział, podobnie jak w życiu nie jest ważne triumfować, ale zmagać się z organizmem.

### Ogień olimpijski

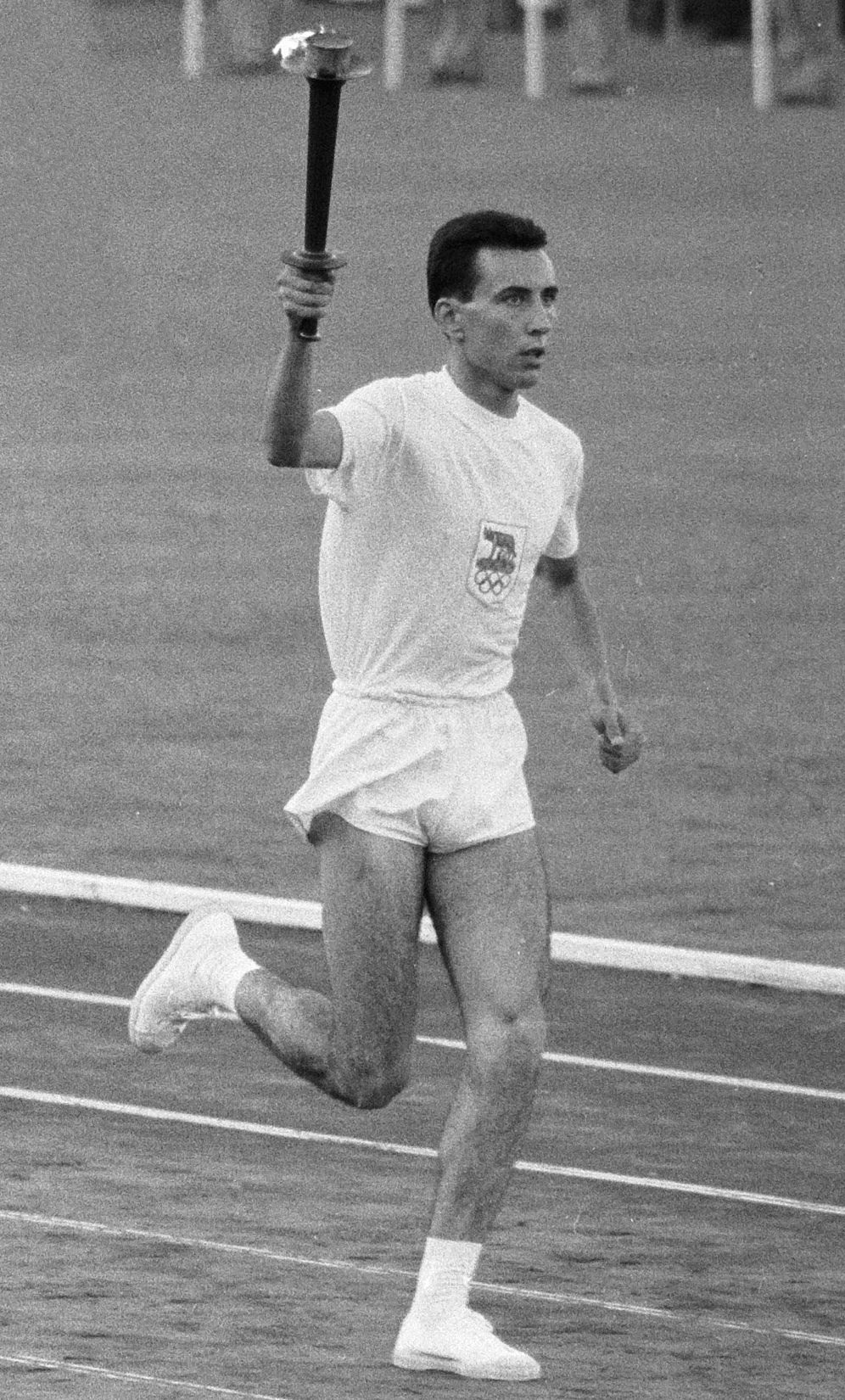
Włoski biegacz Giancarlo Peris z ogniem olimpijskim podczas ceremonii otwarcia Igrzysk Olimpijskich w Rzymie w 1960 roku.

Przy pomocy skupionych promieni słonecznych ogień olimpijski wzniecany jest w Grecji w ruinach świątyni Olimpii. Stamtąd sztafeta olimpijska przekazuje pochodnię olimpijską kolejnym biegaczom. Tradycja zapalania ognia sięga Igrzysk z 1928, a jego przenoszenia w sztafecie – 1936. Na koniec ogień niesiony w pochodni przybywa do miasta-gospodarza igrzysk. Tutaj w trakcie ceremonii otwarcia zapalany jest znicz olimpijski, który płonie przez cały czas trwania zawodów.
Do tej pory płomień olimpijski zgasł pięciokrotnie:
- 1976 roku w Montrealu (powodem był ulewny deszcz)
- 2004 na Igrzyskach w Atenach na starym stadionie z Igrzysk 1896 roku
- 2008 w Pekinie (według oficjalnych komunikatów powodem były problemy techniczne)[3]
- 2012 podczas podróży do Londynu (podczas przeprawy pontonowej)[4]
- 2013 po starcie sztafety do Soczi, na Placu Czerwonym w Moskwie, prawdopodobnie z powodu silnego wiatru[5].

Przed Igrzyskami w Pekinie w 2008 r. sztafecie olimpijskiej we wszystkich miastach towarzyszyły liczne protesty przeciwników chińskiej polityki wobec Tybetu i Darfuru. Uczestnicy tych protestów starali się zakłócić bieg sztafety oraz zgasić płomień olimpijski.

### Ceremonia otwarcia
Tradycyjnie igrzyska otwiera trwająca kilka godzin ceremonia otwarcia, której celem jest m.in. zaprezentowanie miasta i państwa, w którym odbywają się igrzyska. Stałym elementem tej ceremonii jest defilada państw biorących udział w zawodach. W defiladzie maszerują zawodnicy oraz działacze sportowi z danego kraju. Każde z państw wyznacza jednego sportowca. Od 2021 roku (Tokio) dwoje sportowców, kobietę i mężczyznę, którzy jako chorąży (flagowy) reprezentacji niosą flagę państwa. Sportowcy wchodzą na stadion według alfabetu języka używanego w państwie, które gości igrzyska. Z uwagi na szacunek dla ojczyzny igrzysk defiladę otwiera Grecja, a kończy gospodarz. Po wejściu wszystkich krajów na stadion olimpijski głowa państwa organizującego zawody dokonuje oficjalnego otwarcia igrzysk, wypowiadając formułę:
- dla letnich igrzysk: Ogłaszam otwarcie Igrzysk w ... (nazwa miasta gospodarza) dla uczczenia... (numer Olimpiady).. Olimpiady ery nowożytnej,
- dla zimowych igrzysk Ogłaszam otwarcie ...(numer Zimowych Igrzysk Olimpijskich) Zimowych Igrzysk Olimpijskich w ....(nazwa miasta gospodarza).

Wcześniej, w trakcie odgrywania hymnu olimpijskiego, na maszt wciągana jest flaga olimpijska, którą wnoszą na arenę wybitne osobistości. Wszyscy flagowi zbierają się w kole, a jeden wybrany zawodnik, jeden trener oraz jeden wybrany sędzia składają, w imieniu wszystkich zawodników, trenerów i sędziów, przysięgę olimpijską. Na koniec przedostatni biegacz sztafety olimpijskiej wbiega na stadion niosąc ogień olimpijski. Przekazuje go ostatniemu biegaczowi sztafety, zazwyczaj z goszczącego igrzyska kraju, który zapala znicz olimpijski. Często wypuszczane są gołębice – symbol pokoju.

### Ceremonia zamknięcia
W części artystycznej ceremonii zamknięcia oprócz spektaklu przygotowanego przez gospodarzy swoją prezentację przedstawia również miasto następnych igrzysk. Sportowcy wkraczający na stadion nie są już podzieleni wedle państw, a wszystkie flagi państw uczestniczących w „festiwalu sportów” są niesione razem. Podczas ceremonii zamknięcia odgrywa się hymny oraz wciąga na maszt 3 flagi: państwa obecnie goszczącego igrzyska, przyszłego gospodarza oraz Grecji. Nowym zwyczajem jest ceremonia dekoracji zwycięzców ostatniej konkurencji: w przypadku LIO maratonu, a podczas ZIO biegu narciarskiego na 50 km. Przemawiają ponownie Przewodniczący Komitetu Organizacyjnego oraz Przewodniczący MKOl. Przewodniczący MKOl wypowiada formułę: Igrzyska Olimpijskie w ... uważam za zamknięte oraz „wzywa młodzież całego świata do stawienia się za 4 lata w mieście przyszłych igrzysk”, po czym opuszcza się flagę olimpijską oraz gasi znicz. Stałym elementem jest również przekazanie flagi olimpijskiej przez mera (burmistrza, prezydenta) obecnego miasta-gospodarza przyszłemu organizatorowi igrzysk.

### Inne symbole
Współcześnie przy okazji igrzysk powstaje oficjalna piosenka olimpijska. Promocji igrzysk służy też przygotowanie oficjalnych maskotek igrzysk. Do każdych igrzysk jest również układane specjalne hasło odzwierciedlające ideę olimpijską.

## Dyscypliny olimpijskie

### Letnie dyscypliny olimpijskie

#### Nadal rozgrywane
Dyscypliny rozgrywane w przeszłości i nadal rozgrywane w letnich igrzyskach olimpijskich. Liczby w tabeli oznaczają liczbę konkurencji rozgrywanych w ramach danej dyscypliny. Kropka oznacza, że dyscyplina była rozgrywana jako pokazowa.
     Gimnastyka –
     Kajakarstwo –
     Kolarstwo –
     Koszykówka –
     Siatkówka –
     Sporty wodne
| Dyscypliny                | Dyscypliny                | 96 | 00 | 04 | 08 | 12  | 20  | 24  | 28  | 32  | 36  | 48  | 52  | 56  | 60  | 64  | 68  | 72  | 76  | 80  | 84  | 88  | 92  | 96  | 00  | 04  | 08  | 12  | 16  | 20  | 24  |
| ------------------------- | ------------------------- | -- | -- | -- | -- | --- | --- | --- | --- | --- | --- | --- | --- | --- | --- | --- | --- | --- | --- | --- | --- | --- | --- | --- | --- | --- | --- | --- | --- | --- | --- |
| Badminton                 |                           |    |    |    |    |     |     |     |     |     |     |     |     |     |     |     |     | •   |     |     |     | •   | 4   | 5   | 5   | 5   | 5   | 5   | 5   | 5   | 5   |
| Baseball                  |                           |    |    |    |    | •   |     |     |     |     | •   |     |     | •   |     | •   |     |     |     |     | •   | •   | 1   | 1   | 1   | 1   | 1   |     |     | 1   |     |
| Breakdance                |                           |    |    |    |    |     |     |     |     |     |     |     |     |     |     |     |     |     |     |     |     |     |     |     |     |     |     |     |     |     | 2   |
| Boks                      |                           |    |    | 7  | 5  |     | 8   | 8   | 8   | 8   | 8   | 8   | 10  | 10  | 10  | 10  | 11  | 11  | 11  | 11  | 12  | 12  | 12  | 12  | 12  | 11  | 11  | 13  | 13  | 13  | 13  |
|                           |                           |    |    |    |    |     |     |     |     |     |     |     |     |     |     |     |     |     |     |     |     |     |     |     |     |     |     |     |     |     |     |
| Gimnastyka artystyczna    |                           |    |    |    |    |     |     |     |     |     |     |     |     |     |     |     |     |     |     |     | 1   | 1   | 1   | 2   | 2   | 2   | 2   | 2   | 2   | 2   | 2   |
| Gimnastyka sportowa       |                           | 8  | 1  | 11 | 2  | 4   | 4   | 9   | 8   | 11  | 9   | 9   | 15  | 15  | 14  | 14  | 14  | 14  | 14  | 14  | 14  | 14  | 14  | 14  | 14  | 14  | 14  | 14  | 14  | 14  | 14  |
| Skoki na trampolinie      |                           |    |    |    |    |     |     |     |     |     |     |     |     |     |     |     |     |     |     |     |     |     |     |     | 2   | 2   | 2   | 2   | 2   | 2   | 2   |
|                           |                           |    |    |    |    |     |     |     |     |     |     |     |     |     |     |     |     |     |     |     |     |     |     |     |     |     |     |     |     |     |     |
| Golf                      |                           |    | 2  | 2  |    |     |     |     |     |     |     |     |     |     |     |     |     |     |     |     |     |     |     |     |     |     |     |     | 2   | 2   | 2   |
| Hokej na trawie           |                           |    |    |    | 1  |     | 1   |     | 1   | 1   | 1   | 1   | 1   | 1   | 1   | 1   | 1   | 1   | 1   | 2   | 2   | 2   | 2   | 2   | 2   | 2   | 2   | 2   | 2   | 2   | 2   |
| Jeździectwo               |                           |    | 3  |    |    | 5   | 7   | 5   | 6   | 5   | 6   | 6   | 6   | 6   | 5   | 6   | 6   | 6   | 6   | 6   | 6   | 6   | 6   | 6   | 6   | 6   | 6   | 6   | 6   | 6   | 6   |
| Judo                      |                           |    |    |    |    |     |     |     |     |     |     |     |     |     |     | 4   |     | 6   | 6   | 8   | 8   | 7   | 14  | 14  | 14  | 14  | 14  | 14  | 14  | 15  | 15  |
|                           |                           |    |    |    |    |     |     |     |     |     |     |     |     |     |     |     |     |     |     |     |     |     |     |     |     |     |     |     |     |     |     |
| Kajakarstwo górskie       |                           |    |    |    |    |     |     |     |     |     |     |     |     |     |     |     |     | 4   |     |     |     |     | 4   | 4   | 4   | 4   | 4   | 4   | 4   | 4   | 6   |
| Kajakarstwo regatowe      |                           |    |    |    |    |     |     | •   |     |     | 9   | 9   | 9   | 9   | 7   | 7   | 7   | 7   | 11  | 11  | 12  | 12  | 12  | 12  | 12  | 12  | 12  | 12  | 12  | 12  | 10  |
|                           |                           |    |    |    |    |     |     |     |     |     |     |     |     |     |     |     |     |     |     |     |     |     |     |     |     |     |     |     |     |     |     |
| Karate                    |                           |    |    |    |    |     |     |     |     |     |     |     |     |     |     |     |     |     |     |     |     |     |     |     |     |     |     |     |     | 8   |     |
|                           |                           |    |    |    |    |     |     |     |     |     |     |     |     |     |     |     |     |     |     |     |     |     |     |     |     |     |     |     |     |     |     |
| BMX                       |                           |    |    |    |    |     |     |     |     |     |     |     |     |     |     |     |     |     |     |     |     |     |     |     |     |     | 2   | 2   | 2   | 4   | 4   |
| Kolarstwo górskie         |                           |    |    |    |    |     |     |     |     |     |     |     |     |     |     |     |     |     |     |     |     |     |     | 2   | 2   | 2   | 2   | 2   | 2   | 2   | 2   |
| Kolarstwo szosowe         |                           | 1  |    |    |    | 2   | 2   | 2   | 2   | 2   | 2   | 2   | 2   | 2   | 2   | 2   | 2   | 2   | 2   | 2   | 3   | 3   | 3   | 4   | 4   | 4   | 4   | 4   | 4   | 4   | 4   |
| Kolarstwo torowe          |                           | 5  | 2  | 7  | 6  |     | 4   | 4   | 4   | 4   | 4   | 4   | 4   | 4   | 4   | 5   | 5   | 5   | 4   | 4   | 5   | 6   | 7   | 8   | 12  | 12  | 10  | 10  | 10  | 12  | 12  |
|                           |                           |    |    |    |    |     |     |     |     |     |     |     |     |     |     |     |     |     |     |     |     |     |     |     |     |     |     |     |     |     |     |
| Koszykówka                |                           |    |    | •  |    |     |     |     |     |     | 1   | 1   | 1   | 1   | 1   | 1   | 1   | 1   | 2   | 2   | 2   | 2   | 2   | 2   | 2   | 2   | 2   | 2   | 2   | 2   | 2   |
| Koszykówka 3x3            |                           |    |    |    |    |     |     |     |     |     |     |     |     |     |     |     |     |     |     |     |     |     |     |     |     |     |     |     |     | 2   | 2   |
|                           |                           |    |    |    |    |     |     |     |     |     |     |     |     |     |     |     |     |     |     |     |     |     |     |     |     |     |     |     |     |     |     |
| Lekkoatletyka             |                           | 12 | 23 | 25 | 26 | 30  | 29  | 27  | 27  | 29  | 29  | 33  | 33  | 33  | 34  | 36  | 36  | 38  | 37  | 38  | 41  | 42  | 43  | 44  | 46  | 46  | 47  | 47  | 47  | 48  | 48  |
| Łucznictwo                |                           |    | 6  | 6  | 3  |     | 10  |     |     |     |     |     |     |     |     |     |     | 2   | 2   | 2   | 2   | 4   | 4   | 4   | 4   | 4   | 4   | 4   | 4   | 5   | 5   |
| Pięciobój nowoczesny      |                           |    |    |    |    | 1   | 1   | 1   | 1   | 1   | 1   | 1   | 2   | 2   | 2   | 2   | 2   | 2   | 2   | 2   | 2   | 2   | 2   | 1   | 2   | 2   | 2   | 2   | 2   | 2   | 2   |
| Piłka nożna               |                           |    | 1  | 1  | 1  | 1   | 1   | 1   | 1   |     | 1   | 1   | 1   | 1   | 1   | 1   | 1   | 1   | 1   | 1   | 1   | 1   | 1   | 2   | 2   | 2   | 2   | 2   | 2   | 2   | 2   |
| Piłka ręczna              |                           |    |    |    |    |     |     |     |     |     | 1   |     |     |     |     |     |     | 1   | 2   | 2   | 2   | 2   | 2   | 2   | 2   | 2   | 2   | 2   | 2   | 2   | 2   |
| Podnoszenie ciężarów      |                           | 2  |    | 2  |    |     | 5   | 5   | 5   | 5   | 5   | 6   | 7   | 7   | 7   | 7   | 7   | 9   | 9   | 10  | 10  | 10  | 10  | 10  | 15  | 15  | 15  | 15  | 15  | 14  | 10  |
| Rugby siedmioosobowe      |                           |    |    |    |    |     |     |     |     |     |     |     |     |     |     |     |     |     |     |     |     |     |     |     |     |     |     |     | 2   | 2   | 2   |
|                           |                           |    |    |    |    |     |     |     |     |     |     |     |     |     |     |     |     |     |     |     |     |     |     |     |     |     |     |     |     |     |     |
| Siatkówka halowa          |                           |    |    |    |    |     |     |     |     |     |     |     |     |     |     | 2   | 2   | 2   | 2   | 2   | 2   | 2   | 2   | 2   | 2   | 2   | 2   | 2   | 2   | 2   | 2   |
| Siatkówka plażowa         |                           |    |    |    |    |     |     |     |     |     |     |     |     |     |     |     |     |     |     |     |     |     |     | 2   | 2   | 2   | 2   | 2   | 2   | 2   | 2   |
|                           |                           |    |    |    |    |     |     |     |     |     |     |     |     |     |     |     |     |     |     |     |     |     |     |     |     |     |     |     |     |     |     |
| Skateboarding             |                           |    |    |    |    |     |     |     |     |     |     |     |     |     |     |     |     |     |     |     |     |     |     |     |     |     |     |     |     | 4   | 4   |
| Softball                  |                           |    |    |    |    |     |     |     |     |     |     |     |     |     |     |     |     |     |     |     |     |     |     | 1   | 1   | 1   | 1   |     |     | 1   |     |
|                           |                           |    |    |    |    |     |     |     |     |     |     |     |     |     |     |     |     |     |     |     |     |     |     |     |     |     |     |     |     |     |     |
| Piłka wodna               |                           |    | 1  | 1  | 1  | 1   | 1   | 1   | 1   | 1   | 1   | 1   | 1   | 1   | 1   | 1   | 1   | 1   | 1   | 1   | 1   | 1   | 1   | 1   | 2   | 2   | 2   | 2   | 2   | 2   | 2   |
| Pływanie                  |                           | 4  | 7  | 9  | 6  | 9   | 10  | 11  | 11  | 11  | 11  | 11  | 11  | 13  | 15  | 18  | 29  | 29  | 26  | 26  | 29  | 31  | 31  | 32  | 32  | 32  | 34  | 34  | 34  | 37  | 37  |
| Pływanie synchroniczne    |                           |    |    |    |    |     |     |     |     |     |     |     |     |     |     |     |     |     |     |     | 2   | 2   | 2   | 1   | 2   | 2   | 2   | 2   | 2   | 2   | 2   |
| Skoki do wody             |                           |    |    | 2  | 2  | 4   | 5   | 5   | 4   | 4   | 4   | 4   | 4   | 4   | 4   | 4   | 4   | 4   | 4   | 4   | 4   | 4   | 4   | 4   | 8   | 8   | 8   | 8   | 8   | 8   | 8   |
|                           |                           |    |    |    |    |     |     |     |     |     |     |     |     |     |     |     |     |     |     |     |     |     |     |     |     |     |     |     |     |     |     |
| Strzelectwo               |                           | 5  | 9  |    | 15 | 18  | 21  | 10  |     | 2   | 3   | 4   | 7   | 7   | 6   | 6   | 7   | 8   | 7   | 7   | 11  | 13  | 13  | 15  | 17  | 17  | 15  | 15  | 15  | 15  | 15  |
| Surfing                   |                           |    |    |    |    |     |     |     |     |     |     |     |     |     |     |     |     |     |     |     |     |     |     |     |     |     |     |     |     | 2   | 2   |
| Szermierka                |                           | 3  | 7  | 5  | 4  | 5   | 6   | 7   | 7   | 7   | 7   | 7   | 7   | 7   | 8   | 8   | 8   | 8   | 8   | 8   | 8   | 8   | 8   | 10  | 10  | 10  | 10  | 10  | 10  | 12  | 12  |
| Taekwondo                 |                           |    |    |    |    |     |     |     |     |     |     |     |     |     |     |     |     |     |     |     |     | •   | •   |     | 8   | 8   | 8   | 8   | 8   | 8   | 8   |
| Tenis stołowy             |                           |    |    |    |    |     |     |     |     |     |     |     |     |     |     |     |     |     |     |     |     | 4   | 4   | 4   | 4   | 4   | 4   | 4   | 4   | 5   | 5   |
| Tenis ziemny              |                           | 2  | 4  | 2  | 6  | 8   | 5   | 5   |     |     |     |     |     |     |     |     | •   |     |     |     | •   | 4   | 4   | 4   | 4   | 4   | 4   | 5   | 5   | 5   | 5   |
| Triathlon                 |                           |    |    |    |    |     |     |     |     |     |     |     |     |     |     |     |     |     |     |     |     |     |     |     | 2   | 2   | 2   | 2   | 2   | 3   | 3   |
| Wioślarstwo               |                           |    | 5  | 5  | 4  | 4   | 5   | 7   | 7   | 7   | 7   | 7   | 7   | 7   | 7   | 7   | 7   | 7   | 14  | 14  | 14  | 14  | 14  | 14  | 14  | 14  | 14  | 14  | 14  | 14  | 14  |
| Wspinaczka sportowa       |                           |    |    |    |    |     |     |     |     |     |     |     |     |     |     |     |     |     |     |     |     |     |     |     |     |     |     |     |     | 2   | 4   |
| Zapasy                    |                           | 1  |    | 8  | 10 | 5   | 10  | 13  | 13  | 14  | 14  | 16  | 16  | 16  | 16  | 16  | 16  | 20  | 20  | 20  | 20  | 20  | 20  | 20  | 16  | 18  | 18  | 18  | 18  | 18  | 18  |
| Żeglarstwo                |                           |    | 10 |    | 4  | 4   | 14  | 3   | 3   | 4   | 4   | 5   | 5   | 5   | 5   | 5   | 5   | 6   | 6   | 6   | 7   | 8   | 10  | 10  | 11  | 11  | 11  | 10  | 10  | 10  | 10  |
| Łączna liczba konkurencji | Łączna liczba konkurencji | 43 | 81 | 93 | 96 | 101 | 149 | 124 | 109 | 116 | 128 | 136 | 149 | 151 | 150 | 163 | 172 | 195 | 198 | 203 | 221 | 237 | 256 | 269 | 298 | 299 | 300 | 302 | 306 | 339 | 329 |

#### Rozgrywane w przeszłości
W tabeli wymieniono dyscypliny będące w oficjalnym programie Letnich Igrzysk Olimpijskich w przeszłości. Pominięto dyscypliny rozgrywane wyłącznie jako pokazowe, w całej historii igrzysk.
Liczby w tabeli oznaczają liczbę konkurencji rozgrywanych w ramach danej dyscypliny. Kropka oznacza, że dyscyplina była rozgrywana jako pokazowa.
| Dyscypliny           | Dyscypliny | 96 | 00 | 04 | 08 | 12 | 20 | 24                                               | 28                                               | 32                                               | 36                                               | 48                                               | 52                                               | 56                                               | 60                                               | 64                                               | 68                                               | 72                                               | 76                                               | 80                                               | 84                                               | 88                                               | 92                                               | 96                                               | 00                                               | 04                                               | 08                                               | 12                                               | 16                                               |
| -------------------- | ---------- | -- | -- | -- | -- | -- | -- | ------------------------------------------------ | ------------------------------------------------ | ------------------------------------------------ | ------------------------------------------------ | ------------------------------------------------ | ------------------------------------------------ | ------------------------------------------------ | ------------------------------------------------ | ------------------------------------------------ | ------------------------------------------------ | ------------------------------------------------ | ------------------------------------------------ | ------------------------------------------------ | ------------------------------------------------ | ------------------------------------------------ | ------------------------------------------------ | ------------------------------------------------ | ------------------------------------------------ | ------------------------------------------------ | ------------------------------------------------ | ------------------------------------------------ | ------------------------------------------------ |
| Baseball             |            |    |    |    |    | •  |    |                                                  |                                                  |                                                  | •                                                |                                                  |                                                  | •                                                |                                                  | •                                                |                                                  |                                                  |                                                  |                                                  | •                                                | •                                                | 1                                                | 1                                                | 1                                                | 1                                                | 1                                                |                                                  |                                                  |
| Hokej na lodzie      |            |    |    |    |    |    | 1  | włączone w program Zimowych Igrzysk Olimpijskich | włączone w program Zimowych Igrzysk Olimpijskich | włączone w program Zimowych Igrzysk Olimpijskich | włączone w program Zimowych Igrzysk Olimpijskich | włączone w program Zimowych Igrzysk Olimpijskich | włączone w program Zimowych Igrzysk Olimpijskich | włączone w program Zimowych Igrzysk Olimpijskich | włączone w program Zimowych Igrzysk Olimpijskich | włączone w program Zimowych Igrzysk Olimpijskich | włączone w program Zimowych Igrzysk Olimpijskich | włączone w program Zimowych Igrzysk Olimpijskich | włączone w program Zimowych Igrzysk Olimpijskich | włączone w program Zimowych Igrzysk Olimpijskich | włączone w program Zimowych Igrzysk Olimpijskich | włączone w program Zimowych Igrzysk Olimpijskich | włączone w program Zimowych Igrzysk Olimpijskich | włączone w program Zimowych Igrzysk Olimpijskich | włączone w program Zimowych Igrzysk Olimpijskich | włączone w program Zimowych Igrzysk Olimpijskich | włączone w program Zimowych Igrzysk Olimpijskich | włączone w program Zimowych Igrzysk Olimpijskich | włączone w program Zimowych Igrzysk Olimpijskich |
| Jeu de paume         |            |    | •  |    | 1  |    |    |                                                  |                                                  |                                                  |                                                  |                                                  |                                                  |                                                  |                                                  |                                                  |                                                  |                                                  |                                                  |                                                  |                                                  |                                                  |                                                  |                                                  |                                                  |                                                  |                                                  |                                                  |                                                  |
| Krokiet              |            |    | 3  |    |    |    |    |                                                  |                                                  |                                                  |                                                  |                                                  |                                                  |                                                  |                                                  |                                                  |                                                  |                                                  |                                                  |                                                  |                                                  |                                                  |                                                  |                                                  |                                                  |                                                  |                                                  |                                                  |                                                  |
| Krykiet              |            |    | 1  |    |    |    |    |                                                  |                                                  |                                                  |                                                  |                                                  |                                                  |                                                  |                                                  |                                                  |                                                  |                                                  |                                                  |                                                  |                                                  |                                                  |                                                  |                                                  |                                                  |                                                  |                                                  |                                                  |                                                  |
| Lacrosse             |            |    |    | 1  | 1  |    |    |                                                  | •                                                | •                                                |                                                  | •                                                |                                                  |                                                  |                                                  |                                                  |                                                  |                                                  |                                                  |                                                  |                                                  |                                                  |                                                  |                                                  |                                                  |                                                  |                                                  |                                                  |                                                  |
| Łyżwiarstwo figurowe |            |    |    |    | 4  |    | 3  | włączone w program Zimowych Igrzysk Olimpijskich | włączone w program Zimowych Igrzysk Olimpijskich | włączone w program Zimowych Igrzysk Olimpijskich | włączone w program Zimowych Igrzysk Olimpijskich | włączone w program Zimowych Igrzysk Olimpijskich | włączone w program Zimowych Igrzysk Olimpijskich | włączone w program Zimowych Igrzysk Olimpijskich | włączone w program Zimowych Igrzysk Olimpijskich | włączone w program Zimowych Igrzysk Olimpijskich | włączone w program Zimowych Igrzysk Olimpijskich | włączone w program Zimowych Igrzysk Olimpijskich | włączone w program Zimowych Igrzysk Olimpijskich | włączone w program Zimowych Igrzysk Olimpijskich | włączone w program Zimowych Igrzysk Olimpijskich | włączone w program Zimowych Igrzysk Olimpijskich | włączone w program Zimowych Igrzysk Olimpijskich | włączone w program Zimowych Igrzysk Olimpijskich | włączone w program Zimowych Igrzysk Olimpijskich | włączone w program Zimowych Igrzysk Olimpijskich | włączone w program Zimowych Igrzysk Olimpijskich | włączone w program Zimowych Igrzysk Olimpijskich | włączone w program Zimowych Igrzysk Olimpijskich |
| Pelota               |            |    | 1  |    |    |    |    | •                                                |                                                  |                                                  |                                                  |                                                  |                                                  |                                                  |                                                  |                                                  | •                                                |                                                  |                                                  |                                                  |                                                  |                                                  | •                                                |                                                  |                                                  |                                                  |                                                  |                                                  |                                                  |
| Polo                 |            |    | 1  |    | 1  |    | 1  | 1                                                |                                                  |                                                  | 1                                                |                                                  |                                                  |                                                  |                                                  |                                                  |                                                  |                                                  |                                                  |                                                  |                                                  |                                                  |                                                  |                                                  |                                                  |                                                  |                                                  |                                                  |                                                  |
| Przeciąganie liny    |            |    | 1  | 1  | 1  | 1  | 1  |                                                  |                                                  |                                                  |                                                  |                                                  |                                                  |                                                  |                                                  |                                                  |                                                  |                                                  |                                                  |                                                  |                                                  |                                                  |                                                  |                                                  |                                                  |                                                  |                                                  |                                                  |                                                  |
| Rackets              |            |    |    |    | 2  |    |    |                                                  |                                                  |                                                  |                                                  |                                                  |                                                  |                                                  |                                                  |                                                  |                                                  |                                                  |                                                  |                                                  |                                                  |                                                  |                                                  |                                                  |                                                  |                                                  |                                                  |                                                  |                                                  |
| Roque                |            |    |    | 1  |    |    |    |                                                  |                                                  |                                                  |                                                  |                                                  |                                                  |                                                  |                                                  |                                                  |                                                  |                                                  |                                                  |                                                  |                                                  |                                                  |                                                  |                                                  |                                                  |                                                  |                                                  |                                                  |                                                  |
| Rugby union          |            |    | 1  |    | 1  |    | 1  | 1                                                |                                                  |                                                  |                                                  |                                                  |                                                  |                                                  |                                                  |                                                  |                                                  |                                                  |                                                  |                                                  |                                                  |                                                  |                                                  |                                                  |                                                  |                                                  |                                                  |                                                  |                                                  |
| Softball             |            |    |    |    |    |    |    |                                                  |                                                  |                                                  |                                                  |                                                  |                                                  |                                                  |                                                  |                                                  |                                                  |                                                  |                                                  |                                                  |                                                  |                                                  |                                                  | 1                                                | 1                                                | 1                                                | 1                                                |                                                  |                                                  |
| Sport motorowodny    |            |    | •  |    | 3  |    |    |                                                  |                                                  |                                                  |                                                  |                                                  |                                                  |                                                  |                                                  |                                                  |                                                  |                                                  |                                                  |                                                  |                                                  |                                                  |                                                  |                                                  |                                                  |                                                  |                                                  |                                                  |                                                  |

### Zimowe dyscypliny olimpijskie

#### Podstawowe dyscypliny zimowe
Liczby w tabeli oznaczają ilość konkurencji rozgrywanych w ramach danej dyscypliny. Kropka oznacza, że dyscyplina była rozgrywana jako pokazowa.
Pominięto dyscypliny rozgrywane wyłącznie jako pokazowe. Łyżwiarstwo figurowe i hokej na lodzie były rozgrywane na letnich igrzyskach olimpijskich (kolumny niebieskie), zanim zorganizowano pierwsze igrzyska zimowe.
     Bobsleje –
     Łyżwiarstwo –
     Narciarstwo
| Dyscypliny                | Dyscypliny                | 08 | 20 | 24 | 28 | 32  | 36 | 48 | 52 | 56 | 60 | 64 | 68 | 72 | 76 | 80 | 84 | 88 | 92  | 94 | 98 | 02 | 06 | 10 | 14 |
| ------------------------- | ------------------------- | -- | -- | -- | -- | --- | -- | -- | -- | -- | -- | -- | -- | -- | -- | -- | -- | -- | --- | -- | -- | -- | -- | -- | -- |
| Biathlon                  |                           |    |    | 1  | •  |     | •  | •  |    |    | 1  | 1  | 2  | 2  | 2  | 3  | 3  | 3  | 6   | 6  | 6  | 8  | 10 | 10 | 11 |
|                           |                           |    |    |    |    |     |    |    |    |    |    |    |    |    |    |    |    |    |     |    |    |    |    |    |    |
| Bobsleje                  |                           |    |    | 1  | 1  | 2   | 2  | 2  | 2  | 2  |    | 2  | 2  | 2  | 2  | 2  | 2  | 2  | 2   | 2  | 2  | 3  | 3  | 3  | 3  |
| Skeleton                  |                           |    |    |    | 1  |     |    | 1  |    |    |    |    |    |    |    |    |    |    |     |    |    | 2  | 2  | 2  | 2  |
|                           |                           |    |    |    |    |     |    |    |    |    |    |    |    |    |    |    |    |    |     |    |    |    |    |    |    |
| Curling                   |                           |    |    | 1  |    | •   |    |    |    |    |    |    |    |    |    |    |    | •  | •   |    | 2  | 2  | 2  | 2  | 2  |
| Hokej na lodzie           |                           |    | 1  | 1  | 1  | 1   | 1  | 1  | 1  | 1  | 1  | 1  | 1  | 1  | 1  | 1  | 1  | 1  | 1   | 1  | 2  | 2  | 2  | 2  | 2  |
|                           |                           |    |    |    |    |     |    |    |    |    |    |    |    |    |    |    |    |    |     |    |    |    |    |    |    |
| Łyżwiarstwo figurowe      |                           | 4  | 3  | 3  | 3  | 3   | 3  | 3  | 3  | 3  | 3  | 3  | 3  | 3  | 4  | 4  | 4  | 4  | 4   | 4  | 4  | 4  | 4  | 4  | 5  |
| Łyżwiarstwo szybkie       |                           |    |    | 5  | 4  | 4 • | 4  | 4  | 4  | 4  | 8  | 8  | 8  | 8  | 9  | 9  | 9  | 10 | 10  | 10 | 10 | 10 | 12 | 12 | 12 |
| Short track               |                           |    |    |    |    |     |    |    |    |    |    |    |    |    |    |    |    | •  | 4   | 6  | 6  | 8  | 8  | 8  | 8  |
|                           |                           |    |    |    |    |     |    |    |    |    |    |    |    |    |    |    |    |    |     |    |    |    |    |    |    |
| Biegi narciarskie         |                           |    |    | 2  | 2  | 2   | 3  | 3  | 4  | 6  | 6  | 7  | 7  | 7  | 7  | 7  | 8  | 8  | 10  | 10 | 10 | 12 | 12 | 12 | 12 |
| Kombinacja norweska       |                           |    |    | 1  | 1  | 1   | 1  | 1  | 1  | 1  | 1  | 1  | 1  | 1  | 1  | 1  | 1  | 2  | 2   | 2  | 2  | 3  | 3  | 3  | 3  |
| Narciarstwo alpejskie     |                           |    |    |    |    |     | 2  | 6  | 6  | 6  | 6  | 6  | 6  | 6  | 6  | 6  | 6  | 10 | 10  | 10 | 10 | 10 | 10 | 10 | 10 |
| Narciarstwo dowolne       |                           |    |    |    |    |     |    |    |    |    |    |    |    |    |    |    |    | •  | 2 • | 4  | 4  | 4  | 4  | 6  | 10 |
| Skoki narciarskie         |                           |    |    | 1  | 1  | 1   | 1  | 1  | 1  | 1  | 1  | 2  | 2  | 2  | 2  | 2  | 2  | 3  | 3   | 3  | 3  | 3  | 3  | 3  | 4  |
| Snowboarding              |                           |    |    |    |    |     |    |    |    |    |    |    |    |    |    |    |    |    |     |    | 4  | 4  | 6  | 6  | 10 |
|                           |                           |    |    |    |    |     |    |    |    |    |    |    |    |    |    |    |    |    |     |    |    |    |    |    |    |
| Saneczkarstwo             |                           |    |    |    |    |     |    |    |    |    |    | 3  | 3  | 3  | 3  | 3  | 3  | 3  | 3   | 3  | 3  | 3  | 3  | 3  | 4  |
| Łączna liczba konkurencji | Łączna liczba konkurencji |    |    | 16 | 14 | 14  | 17 | 22 | 22 | 24 | 27 | 34 | 35 | 35 | 37 | 38 | 39 | 46 | 57  | 61 | 68 | 78 | 84 | 86 | 98 |

#### Pokazowe dyscypliny zimowe
| - Balet na nartach (1988, 1992) - Bandy (1952) - Biegi narciarskie niepełnosprawnych (1988) | - Curling (1936, 1964) - Narciarstwo alpejskie niepełnosprawnych (1984, 1988) - Narciarstwo szybkie (1992) | - Pięciobój zimowy (1948) - Skijöring (1928) - Wyścig psich zaprzęgów (1932) |